# Wynwood
Wynwood est un quartier de la ville de Miami aux États-Unis, un des sous-districts du quartier d'affaires de Downtown. Depuis les années 1990 et la présence accrue du promoteur Tony Goldman (en) (aussi associé aux projets de revitalisation de quartier de SOHO et de Philadelphie), le quartier de Wynwood subit d'importantes transformations visant à faire de ce dernier un pôle artistique urbain.Wynwood est un quartier de Miami (au nord de Downtown Miami) connu internationalement pour abriter quelques-unes des plus belles œuvres d’art urbain au monde. Le projet est né en 2009 avec les Wynwood Walls, des murs sur lesquels 21 artistes ont été invités à exprimer leur créativité. Désormais, autour des Wynwood Walls, on retrouve de nombreuses autres réalisations et galeries d’art. C’est le quartier tout entier qui est devenu un musée à ciel ouvert.